# Odontopera stictoneura
Odontopera stictoneura là một loài bướm đêm trong họ Geometridae.